# 呂太郎
呂太郎（1959年—），臺灣宜蘭縣員山鄉人，資深法官，現任司法院大法官，曾任司法院秘書長，並為法律學者，專長民事訴訟法。

## 經歷
農業家庭出身，畢業於宜蘭縣大湖國小、員山國中、宜蘭高中。1977年考入國立中興大學法商學院法律學系，1981年畢業為法律學士，應屆參加考上司法人員乙種特考推事檢察官考試，1984年取得中興大學法商學院法學碩士學位。入司法官訓練所第24期。
1988年任臺灣臺中地方法院檢察署檢察官，1992年轉任臺灣彰化地方法院法官，隔年調任臺灣臺中地方法院法官。1994至1995年兼任司法院司法改革委員會委員，1996至1997年兼任司法制度研究修正委員會研究委員。1998年起歷任司法院人事處副處長及處長。1999至2002年兼任司法院定位推動小組委員，2001年起歷任臺灣高等法院法官、南投地方法院院長、高等法院民事庭庭長等職。2011年起任司法院司法人員研習所所長，2013年升調法官學院院長，2016年升調司法院秘書長。2019年10月1日就職司法院大法官。
多年參與司法改革，包含擔任法官時，發起法官自治運動，司法事務分配權依法回歸法官會議、廢除裁判書送閱制度、起草及推動憲法增修條文第五條第六項「司法院所提出之年度司法概算，行政院不得刪減，但得加註意見，編入中央政府總預算案，送立法院審議。」之條文。擔任人事處長期間，厲行庭長任期制、訂定法官遷調辦法、修正司法官候補規則、推動法官在職進修新制，擔任司法人員研習所所長期間，推動法官學院組織法之制定，擔任司法院秘書長期間，則推動大法庭制度、勞動事件法、憲法訴訟法之立法，完成國民參與刑事審判法、民事訴訟法、刑事訴訟法、行政訴訟法、法官法、法院組織法等制定或修正法案。
1994年起並任東吳大學法律學系兼任副教授、東海大學法律學系兼任副教授。

## 爭議
民國108年6月24日於立法院臨時會進行法官法修法協商時，對於第四十三條，立委提出法官若因貪汙案而遭到判刑確定時，應追回其因案而遭停職期間之俸給（因停職期間沒有為實際從事工作，法律仍給予半俸），時任立委柯建銘發言：「在第四十三條第一項第二款的文字上，我們的和時代力量的不一樣，我們認為我們的文字可能比較完整，然後到最後一項，有關於犯貪污罪停職時間俸給要繳回，請司法院參照各種法律答復。」
時任司法院秘書長呂太郎發言表示，公務人員俸給法第21條第1項規定：「依法停職人員，於停職期間，得發給半數之本俸（年功俸），至其復職、撤職、休職、免職或辭職時為止。」從當初的立法說明得知，公務人員因違法失職依法停職，於停職期間仍具公務人員身分，在未受刑事判決或懲戒處分前，應為無罪之推定，仍應照顧其基本生活。所以，停職人員於停職期間，發給半數之本俸或年功俸，係基於無罪推定原則及維持基本生活之考量。
在經過時任立法院院長蘇嘉全、立委柯建銘及黃國昌、銓敘部政務次長林文燦等人發言後，呂太郎隨後補充說明：「對於法官貪污的痛恨，我不下於任何人，因為絕大多數法官一輩子認真、清廉，卻受到一些貪污法官的牽連。但現在不是談個案，而是要討論制度上要不要這樣訂，如果大家認為法官貪污，要把所有的都追繳回來，無須照顧其基本生活，因為他貪汙，罪無可赦，我無意見。」

## 著作
- 《民事訴訟之基本理論(一)》（台北：元照出版，2009年二版）。
- 《民事訴訟之基本理論(二)》（台北：元照出版，2009年初版）。
- 《民事訴訟法》（台北：元照出版，2016/03/01初版，2018年二版，2021/03/01三版，2022/03/01四版）。

### 學位論文
- 《共同訴訟之研究》（曹鴻蘭教授指導，中興大學法律研究所，1985年）[5]

### 期刊論文[1]
- 〈共同訴訟之管轄〉，《台灣本土法學雜誌》第1期（1999年4月），頁116-119。
- 〈從參加人參加利益之實例分析〉，《台灣法學雜誌》第271期（2015年5月），頁61-76。
- 〈以違背經驗法則作為第三審上訴理由〉，《台灣法學雜誌》第261期（2014年12月），頁83-92。
- 〈票據原因關係抗辯之舉證責任〉，《台灣法學雜誌》第247期（2014年5月），頁58-73。
- 〈民事訴訟法基礎講座：第三講：共同訴訟（上）〉，《月旦法學教室》第146期（2014年12月），頁36-48。
- 〈民事訴訟法基礎講座：第三講：共同訴訟（下）〉，《月旦法學教室》第147期（2015年1月），頁51-63。
- 〈民事訴訟法基礎講座：第二講：客觀的訴之利益（上）〉，《月旦法學教室》第141期（2014年7月），頁45-53。
- 〈民事訴訟法基礎講座：第二講：客觀的訴之利益（下）〉，《月旦法學教室》第142期（2014年8月），頁54-63。
- 〈民事訴訟法基礎講座：第一講：學習民事訴訟的幾個入門問題〉，《月旦法學教室》第137期（2014年3月），頁49-59。
- 〈公同共有債權或債務人單獨訴訟之可能性〉，收錄於《物權與民事法新思維─司法院謝前副院長在全七秩祝壽論文集》元照出版，（2014年1月），頁127-140。
- 〈不得處分事項之合意裁定〉，《台灣法學雜誌》第222期（2013年4月15日），頁41-53。
- 〈家事事件法若干解釋上問題〉，《台灣法學雜誌》第221期（2013年4月1日），頁62-78。
- 〈當事人恆定原則下之主參加訴訟〉，《司法周刊》第1550期（2011年7月7日），2-3版。
- 〈債務人得否本於已扣押之債權提起給付之訴－最高法院九十一年臺上字第八一二號民事判例〉，《月旦裁判時報》第2期（2010年4月），頁68-74。
- 〈離婚事件附帶請求扶養費之若干實務問題－民事訴訟法研究會第一百零六次研討紀錄〉，《法學叢刊》（2010年4月），第55卷2期，頁179-216。
- 〈消極確認之訴與消極事實之舉證責任－依特別要件分類說之觀點〉，《月旦法學雜誌》第179期（2010年4月），頁283-292。
- 〈婚姻事件附帶請求未成年子女扶養費之性質〉，《月旦法學雜誌》第177期（2010年2月），頁298-308。
- 〈再審之形式與實質〉，《月旦法學雜誌》第175期（2009年12月），頁253-263。
- 〈擴張上訴聲明〉，《月旦法學雜誌》第173期（2009年10月），頁288-296。
- 〈確認金錢債權不存在之訴〉，《月旦法學雜誌》第171期（2009年8月），頁240-248。
- 〈假扣押之釋明〉，《月旦法學雜誌》第167期（2009年4月），頁219-227。
- 〈假扣押抗告之債務人陳述機會〉，《司法周刊》第1430期（2009年3月5日），2版。
- 〈爭點整理與協議簡化〉，《台灣本土法學雜誌》第41期（2002年12），頁64-71。
- 〈因果關係之比例與損害額〉，《台灣本土法學雜誌》第33期（2002年4月），頁142-147。
- 〈文書提出命令〉，《台灣本土法學雜誌》第25期（2001年8月），頁104-111。
- 〈對證人之發問〉，《台灣本土法學雜誌》第23期（2001年6月），頁130-135。
- 〈適時提出主義〉，《台灣本土法學雜誌》第19期（2001年2月），頁98-103。
- 〈將來給付之訴〉，《台灣本土法學雜誌》第17期（2000年12月），頁135-140。
- 〈法律關係之闡明〉，《台灣本土法學雜誌》第15期（2000年10月），頁138-144。
- 〈所謂論理法則〉，《司法周刊》第1514期（2000年10月21日），2-3版。
- 〈擬制自認〉，《台灣本土法學雜誌》第13期（2000年8月），頁176-180。
- 〈原因事實與基礎事實〉，《台灣本土法學雜誌》第11期（2000年6月），頁144-149。
- 〈訴訟上行使形成權之效果〉，《台灣本土法學雜誌》第9期（2000年4月），頁114-117。
- 〈不動產經界訴訟之性質〉，《台灣本土法學雜誌》第7期（2000年2月），頁131-136。
- 〈訴訟能力與訴訟行為效力〉，《台灣本土法學雜誌》第5期（1999年12月），頁136-139。
- 〈代償請求訴訟〉，《台灣本土法學雜誌》第4期（1999年10月），頁118-121。
- 〈所謂非法人團體之權利能力〉，《台灣本土法學雜誌》第3期（1999年8月），頁180-183。
- 〈參加人之自認〉，《台灣本土法學雜誌》第2期（1999年6月），頁111-114。